# Đại học Colgate
Đại học Colgate (tiếng Anh: Colgate University) là một trường đại học khai phóng tư nhân tại thị trấn Hamilton, bang New York, Hoa Kỳ, với tổng diện tích 575 mẫu (2.08 km²).
Colgate có tổng cộng 55 chuyên ngành dành cho cấp đại học. Vào năm 2017, tạp chí U.S. News & World Report đã xếp Colgate vào hạng 12 trong danh sách các trường đại học khai phóng tốt nhất Hoa Kỳ.
Colgate là một trong những thành viên của nhóm Patriot League trực thuộc cấp Division I, bậc đấu thể thao cao nhất của Liên hiệp Thể thao cấp Đại học Quốc gia (National Collegiate Athletic Association, hay NCAA). 

## Lịch sử
Vào năm 1817, 13 người (6 giáo sĩ và 7 con chiên) thành lập tổ chức Baptist Education Society tại bang New York. Hai năm sau, vào 1819, tổ chức chính thức được bang tài trợ để thành lập một trường đại học. Vào năm 1823, tổ chức sáp nhập với Baptist Theological Seminary của thành phố New York và chuyển tên thành Hamilton Literary & Theological Institution. Một trong những thành viên của ban Quản trị của trường là William Colgate, người thành lập công ty xà phòng nổi Colgate-Palmolive.
Vào năm 1826, ban Quản trị mua một khoản đồi để mở rộng trường. Vị trí đặc biệt này được gọi là “The Hill,” giờ được coi là tâm điểm của khuôn viên Colgate. Một năm sau, sinh viên và giáo sư tại trường tự xây West Hall, khu ký túc xá đầu tiên, bằng đá ở khu mỏ của trường. Vào năm 1846, trường đổi tên thành Đại học Madison.
Vào năm 1890, Đại học Madison chính thức đổi tên thành Đại học Colgate để tôn vinh những đóng góp của gia đình Colgate. Vào năm 1928, khoa Tôn giáo của Colgate sát nhập với trường đạo Rochester Theological Seminary để thành lập Colgate Rochester Divinity School. Colgate chuyển từ giáo dục nam sinh sang đồng giáo dục (cả nam sinh và nữ sinh) vào năm 1970.

## Địa điểm
Đại học Colgate nằm ở thị trấn Hamilton trực thuộc bang New York. Khuôn viên trường có tổng diện tích là 575 acres (2.33 km²). Ngoài ra, Colgate còn sở hữu một khu rừng rộng 1,100 acres (4.5 km²).
Tòa nhà đầu tiên của Colgate, West Hall, được xây dựng bởi sinh viên và giáo sư bằng đá lấy từ khu mỏ của trường. Gần như tất cả các tòa nhà trong khuôn viên trường đều được xây bằng đá. Một trong địa điểm nổi tiếng nhất của trường là nhà thờ Colgate Memorial Chapel, được xây vào năm 1918 và chuyên dành cho các sự kiên tôn giáo cũng như biểu diễn, hòa nhạc, diễn thuyết, v…v… Old Biology Hall (giờ là Hascall Hall, tòa nhà dành cho khoa Tôn giáo và khoa Triết học) được xây vào năm 1884 và nằm trong danh sách Những địa điểm lịch sử quốc gia (National Register of Historic Places) từ năm 1973.

## Chương trình giáo dục & quản lý

### Giáo dục
Colgate có tổng cộng 55 ngành học dành cho bằng Cử nhân Nghệ thuật (Bachelor of Arts). Trường cũng có một chương trình cao học nhỏ (trung bình 3 đến 7 người) dành cho sinh viên muốn lấy bằng Thạc sĩ Sư phạm.
Ngoài các khóa học tại trường, Colgate còn tổ chức 22 nhóm du học trong và ngoài nước dài một học kì tới những địa điểm như Viện Y tế Quốc gia ở thành phố Washington, DC, hay các trường đại học ở châu Âu, Úc, Trung Quốc, Nhật Bản, và Ấn Độ. Khoảng 2/3 sinh viên Colgate đi du học ít nhất 1 lần trong 4 năm đại học. Cùng với hai trường Cao đẳng Haverford và Swarthmore, sinh viên Colgate cũng có thể tham gia một số khóa học chung tại Cao đẳng Hamilton.

### Quản lý
Vào mùng 1 tháng 7 năm 2016, Brian Casey trở thành hiệu trưởng thứ 17 của Đại học Colgate. 

#### Ban Quản trị
Ban Quản trị của Colgate bao gồm 35 thành viên: 31 cựu sinh viên trường, 3 phụ huynh sinh viên, và hiệu trưởng hiện tại. Tính tới tháng 3 năm 2017, tống giá trị vốn của Colgate lên đến 849 triệu USD.

## Tuyển sinh
Colgate nhận được tổng cộng 8542 hồ sơ nhập học từ 49 bang, quận Columbia (DC), và 128 nước cho khóa 2021. Trong số đó, 28% học sinh được nhận. Trung bình, một học sinh được nhận có điểm trung bình trên lớp là 3.8/4.00 và tổng điểm khoảng 1444 cho SAT (bao gồm hai phần Toán học và Đọc hiểu). 83% học sinh được nhận nằm trong top 10% của khóa học cấp 3 của mình. 40.5% sinh viên khóa được nhận hỗ trợ tài chính từ trường.
2102 trên 8542 hồ sơ nhập học đến từ học sinh quốc tế, với 233 học sinh được nhận. 87 học sinh quốc tế sẽ nhập học vào mùa thu 2017, tức 11.2% toàn khóa.

## Thứ hạng
Vào năm 2010 & 2014, Colgate được The Princeton Review đánh giá là trường đại học có khuôn viên đẹp nhất toàn Hoa Kỳ. Vào tháng 7 năm 2008, tạp chí kinh tế nổi tiếng Forbes xếp Colgate vào hạng thứ 5, trường duy nhất trong top không thuộc Ivy League, của danh sách các trường đại học với cựu sinh viên thành đạt và giàu có nhất. Tạp chí Newsweek đánh giá Colgate là một trong 25 trường đại học “Ivy mới” và 30 trường đại học “Ivy ẩn.” Ngoài ra, trường còn được vinh danh là một trong 100 trường đại học tốt nhất dành cho các sinh viên LGBTQIA+. Tờ báo The Journal of Blacks in Higher Education xếp Colgate vào hạng thứ 3 trong top những trường đại học tốt nhất dành cho các sinh viên Mỹ gốc Phi.
Vào năm 2014, hai công ty thông tin tài chính Payscale và CollegeNet xếp Colgate vào đầu bảng những trường đại học có giá trị di động xã hội cao nhất. 

## Đời sống sinh viên

### Ký túc xá và các khu sinh hoạt chung
Colgate có 10 ký túc xá được dành cho sinh viên năm nhất và năm hai ở khu khuôn viên chính của trường thường được gọi là khu “trên đồi,” ở gần các lớp học. Sinh viên năm ba và tư thường sống ở các khu dưới đồi tại các khu chung cư và nhà riêng. Một số nhà được thiết kế theo chủ đề, ví dụ như nhà Creative Arts dành cho các sinh viên có hứng thú với nghệ thuật hoặc nhà Asia House dành cho các sinh viên muốn tìm hiểu về văn hóa châu Á. Trường cung cấp nhà ở cho sinh viên suốt 4 năm học, nhưng mỗi năm, khoảng 250 sinh viên ở ngoài khuôn viên Colgate. Các thành viên của các hội nam sinh/nữ sinh được quyền ở nhà của hội bắt đầu từ năm ba.
Colgate có 4 khu nhà ăn được quản lý bởi công ty Chartwells.
O’Connor Campus Center, hay gọi thân mật là Coop, là khu hoạt động tập thể dành cho các sinh viên, bao gồm các văn phòng quản lý các câu lạc bộ, một nhà ăn, bưu điện/phòng thư, phòng máy tính, và trung tâm Blackmore Media Center – địa điểm của WRCU, đài phát thanh riêng của Colgate. 

### Các hội nam/nữ sinh và đời sống xã hội
Các hội nam sinh và nữ sinh có một truyền thống lâu đời tại Colgate, bắt đầu từ năm 1856.
Khoang 33% sinh viên năm hai, ba, và tư tham gia vào các hội nam sinh hoặc nữ sinh. Sinh viên trường không được phép gia nhập cho đến kì mùa thu của năm hai. Tính đến thời điểm hiện tại, trường có 5 hội nam sinh (Beta Theta Pi, Delta Upsilon, Theta Chi, Phi Delta Theta, và Phi Kappa Tau) và 3 hội nữ sinh (Gamma Phi Beta, Delta Delta Delta, và Kappa Kappa Gamma).

### Các câu lạc bộ ngoại khóa
Colgate có gần 200 các tổ chức và câu lạc bộ ngoại khóa dành cho sinh viên về nhiều mảng, từ học tập, thể thao, cho đến nghệ thuật. 

### Truyền thông & báo chí
WRCU là đài phát thanh do sinh viên Colgate phụ trách dành cho thính giả ở khu vực miền trung bang New York (tần số: 90.1FM). Đài phát thanh được làm mới vào năm 2010. Tờ báo Colgate Maroon News của trường là tờ báo đại học đầu tiên và lâu đời nhất trong lịch sử nước mỹ. Tờ báo châm biếm, The Monthly Rag, được phát hành từ năm 2007, với slogan là “Được viết bởi 13 tác giả với 13 câu chuyện sau khi uống 13 cốc bia.” The Colgate Scene là ấn phẩm phát hành hàng quý dành cho cựu sinh viên. 

### Truyền thống
Số 13 được coi là số may mắn của trường Colgate, do trường có truyền thuyết được thành lập bởi 13 người với 13 USD và 13 lời cầu nguyện. Địa chỉ trường là số 13 đường Oak Drive, và mã địa điểm của trường là 13346 (2 số đầu là 13 và 3 số cuối, 346, có tổng là 13.) Vào những thứ Sáu ngày 13 mỗi năm, các thành viên của cộng đồng Colgate mặc đồ Colgate để ghi dấu “Ngày Colgate.”

### Thể thao
Khoảng 25% sinh viên tham gia vào các đội thi đấu thể thao liên trường bậc cao và 80% tham gia các câu lạc bộ thể thao ngoại khóa. Tất cả 25 đội thể thao chính thức của Colgate đều nằm cấp Division I, bậc thi đấu cao nhất của NCAA.
Đội bóng bầu dục của trường thi đấu trong nhóm Football Championship Subdivision (FCS) của Division I. Tên gọi thân mật của các nhóm thể thao của trường là “Raiders,” và các màu truyền thống của trường là đỏ đun, trắng, và ghi. Màu chính của trường được chuyển từ cam sang đỏ đun vào ngày 24 tháng 3 năm 1900. Tất cả các đội thể thao bậc cao của Colgate đều thuộc nhóm Patriot League, trừ môn khúc côn cầu (cả nam và nữ) thuộc nhóm ECAC Hockey.
Bắt đầu từ năm 1932, các đội thể thao của Colgate được gọi là “Red Raiders,” theo đồng phục màu đỏ đun của đội bóng bầu dục bất khả chiến bại năm đó đã đánh thắng cả đối thủ mạnh là đội Big Red của Đại học Cornell. Vào những năm 1970, trường bàn luận và quyết định thay đổi linh vật của trường cũng như rút ngắn tên gọi thành “Raiders” để không xúc phạm đến văn hóa thổ dân da đỏ.
Đối thủ trường kỳ của Colgate là Đại học Cornell, đặc biệt là trong môn khúc côn cầu. Ngoài ra, trường còn hay thi đấu với các đội của Đại học Syracuse (trừ bóng bầu dục, gôn, và khúc côn cầu), tập trung chính vào môn bóng vợt dành cho nam. 

### Giáo dục ngoài trời
Colgate tận dụng vị trí đặc biệt và hẻo lánh của trường để xây dựng một chương trình giáo dục ngoài trời đa dạng. Trường có một căn cứ (Base Camp) trong khuôn viên để sinh viên có thể thuê dụng cụ đi trượt tuyết, cắm trại, và tham gia các hoạt động ngoài trời khác. Mỗi năm, 12 đến 15 sinh viên được chọn làm nhân viên giảng dạy cho chương trình này. Những cá nhân này phải trải qua chương trình huấn luyện hơn 6 tháng, bao gồm lấy chứng chỉ y tế sơ cấp Wilderness First Responder. Các sinh viên năm nhất trước khi đến trường được khuyến khích tham gia chương trình khám phá Wilderness Adventure dài 1 tuần, bao gồm những hoạt động như đi du hành, chèo xuồng/thuyền, trèo cây, hoặc leo đá ở khu vực rừng Adirondacks. 

## Cựu sinh viên
Hiện tại, Colgate có hơn 34,000 cựu sinh viên trên toàn thế giới. Tính đến 2016, lương khởi điểm trung bình của cựu sinh viên Colgate là $53,700 và lương cứng là $119,000. Tạp chí tài chính nổi tiếng Forbes xếp Colgate vào hạng thứ 16 trong danh sách những trường đại học với cựu sinh viên có thu nhập cao nhất. Trong các trường đại học cỡ nhỏ, Colgate là trường thứ 10 với nhiều cự sinh viên tham gia Đoàn Hòa bình (Peace Corps), tổ chức tình nguyện trực thuộc chính phủ Mỹ.

### Một số cựu sinh viên tiêu biểu của Colgate theo ngành

#### Báo chí
- Howard Fineman, phóng viên chính trị chính của tờ báo Newsweek[45]
- Andy Rooney, bình luận viên của chương trình 60 Minutes[46]
- Monica Crowley[47]
- Chris Hedges[48]
- Michael Hiltzik, phóng viên đoạt giải Pulitzer[49]
- Bob Woodruff, phóng viên ABC News[50]

#### Chính trị
- Williams P. Rogers, cựu Bộ trưởng bộ Ngoại giao và Bộ trưởng bộ Tư pháp[51]
- Alan Frumin, cố vấn lâu năm của Thượng viện Hoa Kỳ
- Peter Burleigh, nhà ngoại giao[52]
- Adam Clayton Powell Jr., nghị sĩ bang New York
- Claudia Tenney, đại biểu quốc hội bang New York[53]

#### Giải trí
- Ted Griffin, phụ trách kịch bản phim Ocean’s Eleven (2001)[54]
- Chris Paine, đạo diễn phim Who Killed the Electric Car?[55]
- Ralph Arlyck và Joe Berlinger, nhà sản xuất phim
- Cả năm thành viên nhóm hài Broken Lizard, tác giả phim Super Troopers và Beerfest[56]
- Ed Werner và John Haney, hai người sáng tạo ra trò chơi Trivial Pursuit

#### Y tế
- Oswald Avery, nhà nghiên cứu DNA tiên phong[57]

#### Thể thao
- Joe Castiglione, phát thanh viên truyền thông cho đội Boston Red Sox[58]
- Adonal Foyle[59]
- Greg Manusky
- Cory Murphy
- Mark H. Murphy
- Mary Hubbard
- Mark van Eeghen
- Andy McDonald
- Austin Smith của đội Dallas Stars
- Carl Braun & Ernie Vandeweghe của đội New York Knicks
- Kyle Wilson của đội Columbus Blue Jackets